# Chaffois
Chaffois là một xã trong vùng hành chính Franche-Comté, thuộc tỉnh Doubs, quận Pontarlier, tổng Pontarlier. Tọa độ địa lý của xã là 46° 54' vĩ độ bắc, 06° 16' kinh độ đông. Chaffois nằm trên độ cao trung bình là 841 mét trên mặt nước biển, có điểm thấp nhất là 808 mét và điểm cao nhất là 906 mét. Xã có diện tích 16.25 km², dân số vào thời điểm 1999 là 710 người; mật độ dân số là 44 người/km².

## Thông tin nhân khẩu
| 1962 | 1968 | 1975 | 1982 | 1990 | 1999 |
| ---- | ---- | ---- | ---- | ---- | ---- |
| 350  | 383  | 426  | 569  | 699  | 710  |

## Địa điểm tham quan
Nhà thờ Đức Bà Notre-Dame de l'Assomption đã được xây dựng trong năm 1217.